# Валдбрун (Вестервалд)
Валдбрун (њем. Waldbrunn) општина је у њемачкој савезној држави Хесен. Једно је од 19 општинских средишта округа Лимбург-Вајлбург. Према процјени из 2010. у општини је живјело 5.791 становника. Посједује регионалну шифру (AGS) 6533016.

## Географски и демографски подаци
Валдбрун се налази у савезној држави Хесен у округу Лимбург-Вајлбург. Општина се налази на надморској висини од 240–425 метара. Површина општине износи 29,8 km². У самом мјесту је, према процјени из 2010. године, живјело 5.791 становника. Просјечна густина становништва износи 195 становника/km².